# Fret ferroviaire en France

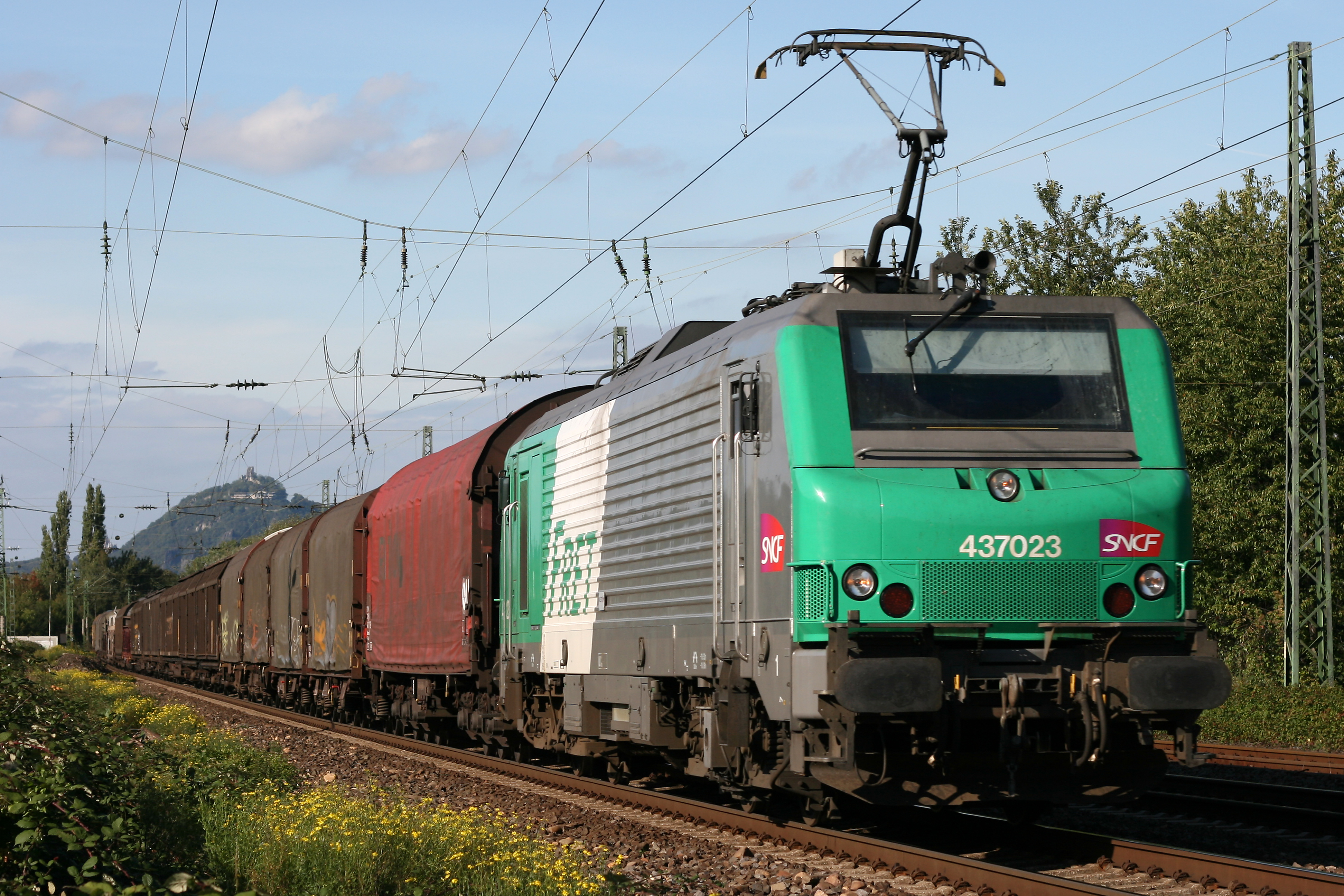
Un train de Fret SNCF à Unkel tracté par la BB 37023.

En France, le transport de marchandises par chemin de fer est, après le transport de voyageurs, la seconde activité de transport sur le réseau ferré national.

## Historique

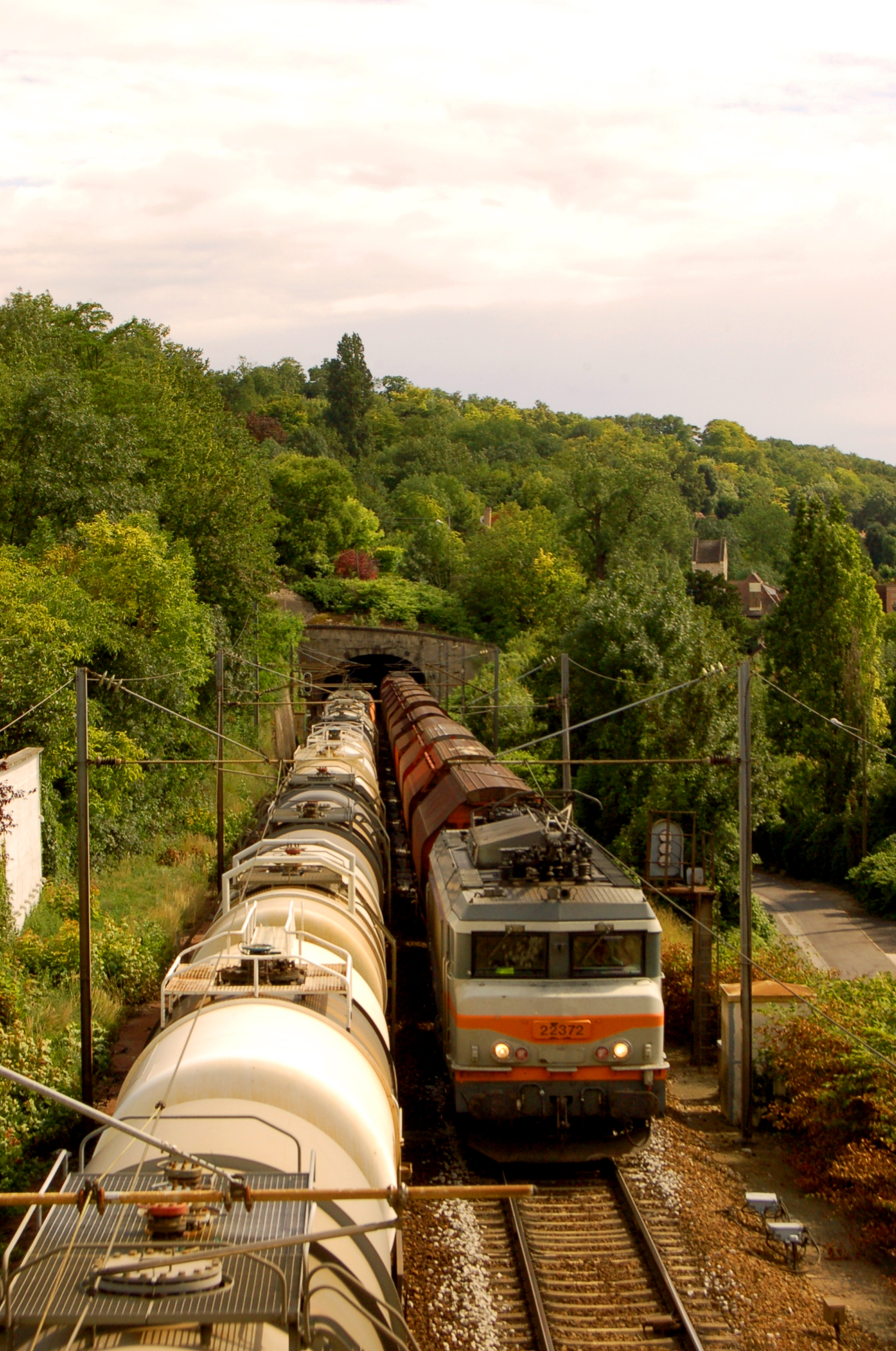
Croisement de deux trains de Fret SNCF.

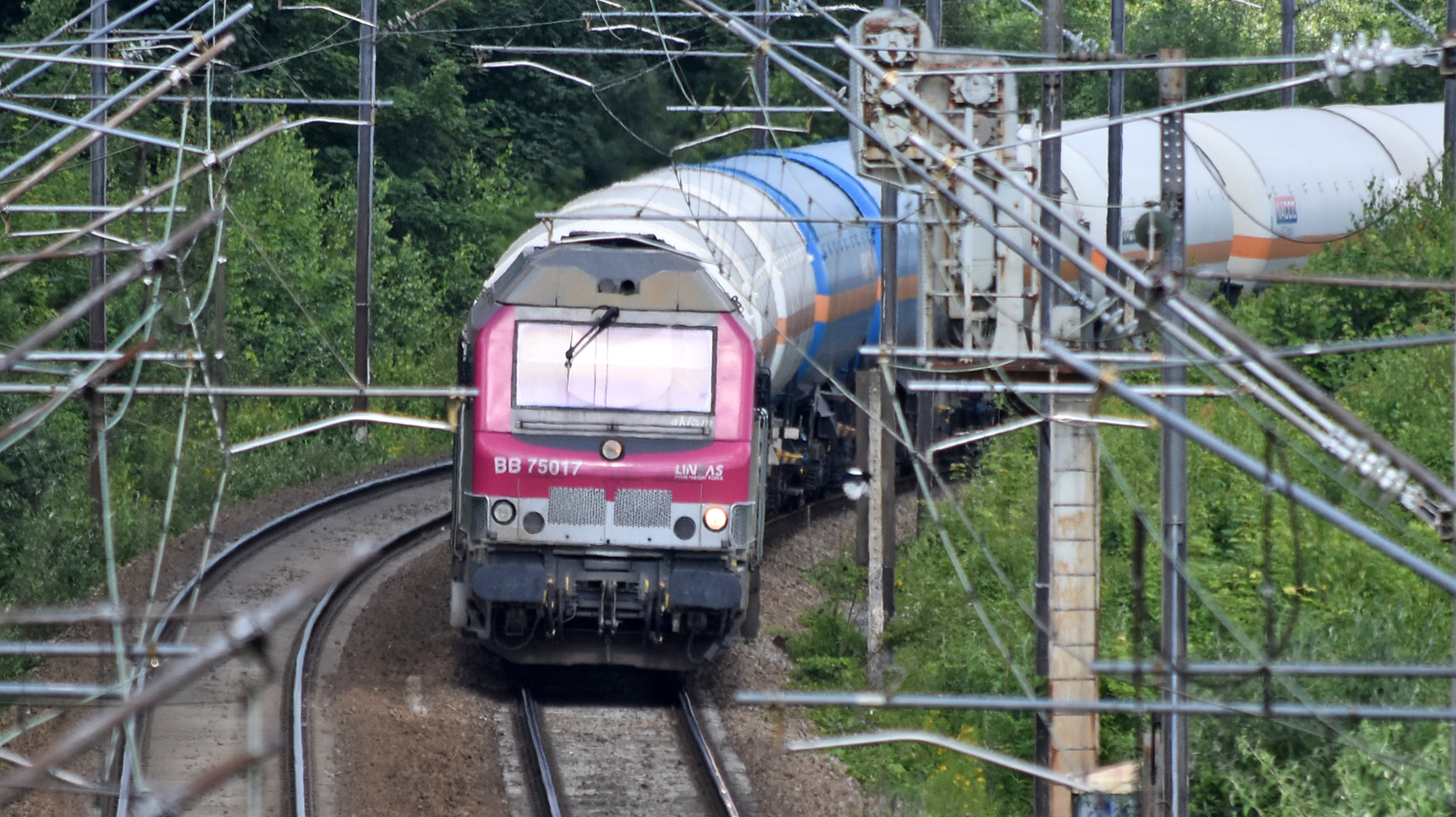
Un train de fret de Lineas.

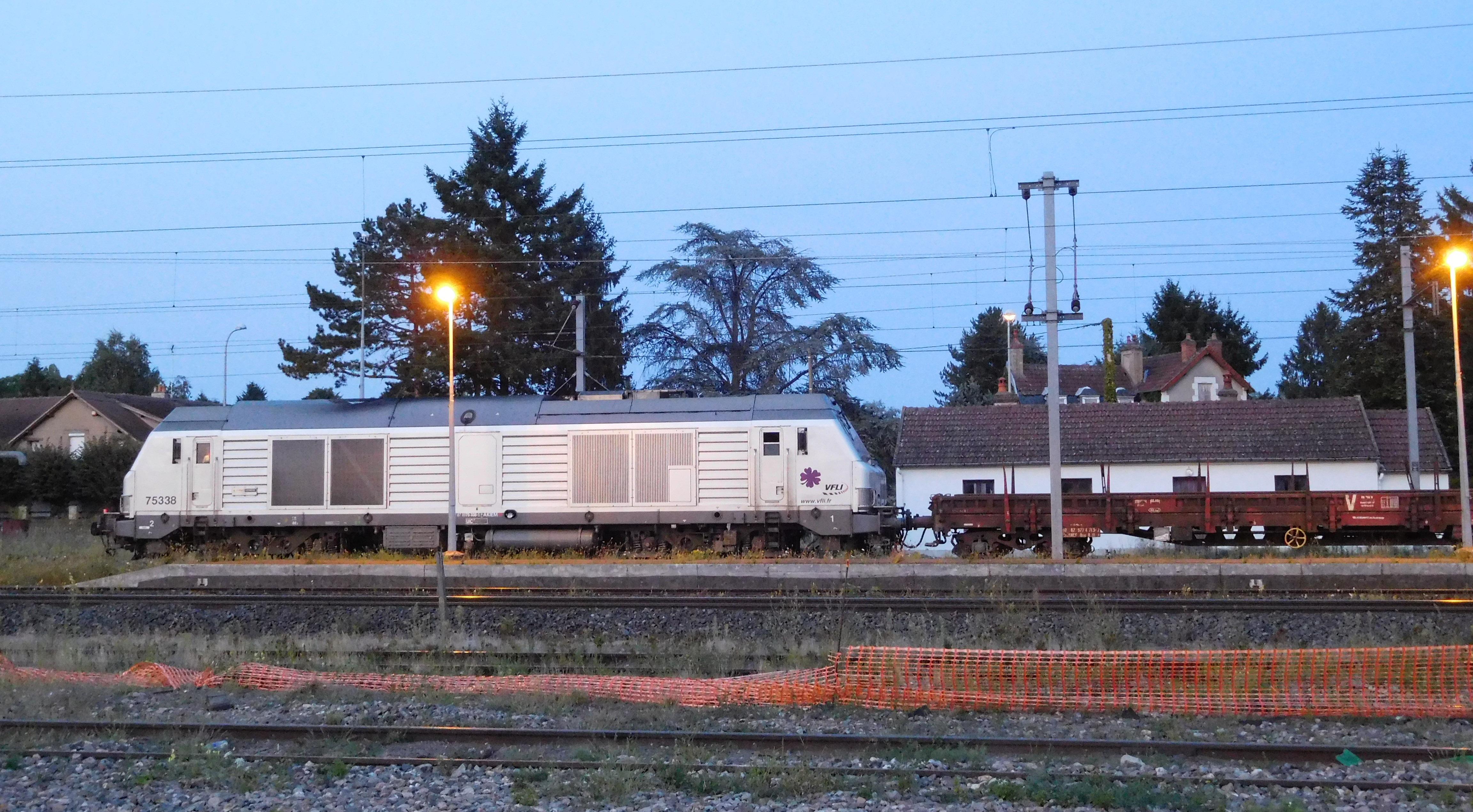
Un train de fret de VFLI.

Le 26 février 1823, la première concession de chemin de fer pour le transport de marchandises, essentiellement de la houille est accordée. Elle est inaugurée en juin 1827, est hippomobile et transporte du charbon entre Saint-Étienne et Andrézieux. La ligne est exploitée par la Compagnie du chemin de fer de Saint-Étienne à la Loire.
Évolution de la répartition modale du transport de marchandises en France en %
| Périodes | 1841-1844 | 1845-1854 | 1855-1864 | 1865-1874 | 1875-1884 | 1885-1894 | 1895-1904 |
| -------- | --------- | --------- | --------- | --------- | --------- | --------- | --------- |
| Rail     | 2         | 10        | 38        | 57        | 68        | 66        | 68        |
| Fluvial  | 31        | 36        | 27        | 19        | 14        | 19        | 20        |
| Route    | 67        | 54        | 35        | 24        | 18        | 15        | 17        |

| Périodes | 1905-1913 | 1921-1924 | 1924-1934 | 1935-1938 | 1948 | 1958 | 1968 | 1978 | 1988 | 1994 |
| -------- | --------- | --------- | --------- | --------- | ---- | ---- | ---- | ---- | ---- | ---- |
| Rail     | 72        | 78        | 72        | 61        | 73   | 65   | 55   | 47   | 41   | 31   |
| Fluvial  | 18        | 12        | 13        | 14        | 13   | 15   | 10   | 7    | 4    | 4    |
| Route    | 10        | 10        | 10        | 15        | 14   | 20   | 35   | 46   | 55   | 65   |

La part du transport ferroviaire augmente lors de l'extension du réseau à l'ensemble du territoire des années 1850 aux années 1870. Le rail jouit ensuite d'un quasi-monopole jusqu'au début des années 1930. Le transport routier hippomobile ne subsiste que sur les courtes distances. La voie d'eau dont la part avait baissé jusque 1880 remonte quelque peu à la suite de la modernisation d'une partie du réseau fluvial par le plan Freycinet dans les années 1880 et résiste jusque dans les années 1960  grâce au remplacement du halage par des péniches automotrices puis s'effondre avec la disparition de l'activité minière et le déclin de l'industrie lourde. 
Le transport ferroviaire était divisé entre la petite vitesse pour les marchandises lourdes et la grande vitesse qui permet l'approvisionnement des villes en produits frais et périssables (fruits, légumes, poissons) et la spécialisation des régions dans certaines productions.
Les compagnies ferroviaires puis la SNCF souffrent dans les années 1930 du début de concurrence routière qui porte en priorité sur les trafics les plus rémunérateurs, aggravé par la crise économique qui diminue le volume de la production transportée ce qui amène les pouvoirs publics à prendre des mesures de coordination rail-route imposant un contingentement des transports routiers.
Le rail retrouve sa position de quasi-monopole pendant les années difficiles de la Seconde Guerre mondiale et de la Libération de la France au cours de laquelle les infrastructures et le matériel (wagons et locomotives) sont en grande partie détruits. Le réseau est reconstruit et modernisé entre 1945 et 1950, et dès 1947 le tonnage retrouve son niveau de 1939. En 1946, les régimes ordinaire (RO) et accéléré (RA)  remplacent les deux régimes de petite et grande vitesse. Les colis de détail, les denrées, les animaux vivants et la plupart des produits manufacturés bénéficient d'office du régime accéléré, les marchandises pondéreuses et les matières premières sont transportées en régime ordinaire sauf si les expéditeurs souhaitent exceptionnellement un transport plus rapide moyennant un supplément de prix. Les deux régimes accéléré et ordinaire disposaient chacun d'un ensemble de gares de triage dédiées.
Le volume transporté augmente jusqu'en 1974 grâce au maintien du trafic lourd mais le rail  perd continument des parts de marché face à la route qui porte notamment sur les denrées périssables. La SNCF ferme des petites lignes dès les années 1950 autour de gares-centre. La rationalisation de nombreux secteurs où la distribution de produits tels que les boissons ou les engrais s'effectue à partir de plateformes d'où les marchandises sont distribuées par camions sur de longues distances et l'instauration à partir du 31 mai 1965 de la desserte en surface des messageries lentes par tournées routières au départ 187 gares de concentration de détail qui se substituent à 6000 gares marginalise le rail dans la desserte locale. 
Dans les années 1970, le transport ferroviaire de fret conservait cependant encore un rôle important, Ainsi, pendant la sécheresse de 1976 en Europe, 650 000 tonnes de paille sont livrées à l'aide de 100 000 wagons dans les régions les plus touchées. À cette époque, avant le lancement du réseau TGV, les pouvoirs publics imaginaient l'avenir du réseau comme étant surtout destiné à assurer l'acheminement des marchandises, le transport de voyageurs aurait été limité à la région parisienne et à quelques grandes lignes rayonnant autour de Paris. 
La rail souffre des deux crises pétrolières des années 1970 puis dans les années 1980 de la fermeture des mines et du déclin des industries lourdes. L'organisation Fercam mise en place le 1er mai 1978 par laquelle la SNCF propose à ses clients l'acheminement en « porte-à-porte » avec livraison par un transporteur routier correspondant SNCF au départ de gares-multifonctions diminue le trafic en wagons isolés qui a quasiment disparu au XXIe siècle. Des lignes délabrées faute d'entretien desservant des installations embranchées sont fermées faute de financement de la remise en état de la voie,. 
Le tonnage transporté décline de 75 milliards de t.km en 1974 à 64 en 1975 puis 55 en 1998 et 40 en 2005.
En 2020, les opérateurs principaux de fret ferroviaire et de transport combiné se regroupent dans l'« Alliance 4F » afin d'obtenir un véritable plan de relance pour le fret ferroviaire en France. 

### Ouverture à la concurrence
Jusqu'en juin 2005, la SNCF via Fret SNCF est la seule entreprise ferroviaire de fret à circuler sur le réseau ferré national français. Quelques petits opérateurs marginaux existaient déjà par ailleurs sur des lignes ne faisant pas partie de ce réseau (RDT 13, Chemins de fer de la Corse, etc). La liberté d'autres entreprises ferroviaires de fournir des prestations de transport par train est entrée en vigueur le 7 mars 2003 pour les trafics internationaux. Le premier train de ce type n’a toutefois circulé que le 13 juin 2005, et c'est Connex via sa filiale CFTA Cargo qui s'est lancé.
En décembre 2012, l'autorité de la concurrence sanctionne l'opérateur historique pour abus de position dominante. La cour d'appel de Paris confirme cette condamnation en novembre 2014 mais diminue le montant de l'amende.
Depuis 2005, le nombre de transporteurs de fret a progressivement augmenté, pour atteindre en 2011 une quinzaine d'entreprises différentes détenant une part de marché proche de 20 % (le reste étant toujours exploité par les entreprises de la SNCF). Le 1er avril 2006, les trafics nationaux sont ouverts à la concurrence, marquant de fait la fin complète du monopole de la SNCF sur le transport ferroviaire de marchandises. Les opérateurs privés détiennent 15 % du tonnage en 2008, 25 % en 2012, 40 % en 2017, 45 % en 2019. L'opérateur historique est en effet 20 à 30 % plus cher que ceux-ci.
En 2017, aucune société de fret ferroviaire ne fait de bénéfice.
Selon les données de l'Autorité de régulation des transports pour 2021, Fret SNCF est l'acteur principal, avec une part de tonnage.km de 46 %, en diminution de 4 % par an. Cette diminution est partiellement compensée par la hausse de l'activité de la filiale de la SNCF Captrain France, le groupe SNCF dans son ensemble détenant 68 % du trafic.

### Plans de relance
En 2004, Marc Véron, le président de Fret SNCF, lance un plan de redressement du fret sur trois ans, visant notamment à chasser les déficits. Ce plan coûte 1,5 milliard d'euros, réparti entre l'État pour 800 millions d'euros et la SNCF pour 700 millions. Ce plan est considéré comme un échec. En novembre 2006, Marc Véron est débarqué de Fret SNCF pour ses mauvais résultats et remplacé par Olivier Marembaud, ancien président de Keolis. Celui-ci met en place en avril 2007 un nouveau plan fret, avec le lancement de nouvelles liaisons à grande capacité et la création de trois centres de triage. Le volet social du plan, qui visait plus de souplesse dans les horaires de travail en contrepartie de salaires plus élevés, n'est pas appliqué car il menacerait le statut de cheminot. Le plan Marembaud est également considéré comme un échec, deux ans après son lancement. Entre 2003 et 2009, 3,5 milliards d'euros ont été injectés dans le fret.
En octobre 2016, les péages, alors fort inférieurs à la moyenne européenne, doivent être augmentés sur demande de l'Europe afin de correspondre à la réalité des coûts. Le gouvernement lance alors conjointement un plan de relance du fret, en améliorant l'infrastructure via SNCF réseau, et en compensant la hausse des péages.
En juin 2018, le gouvernement lance un plan de relance du fret, visant notamment à favoriser le transport combiné rail-route, à diminuer le poids des péages, et à investir dans les lignes locales, ou « capillaires »,.
En 2020, le Premier ministre Jean Castex annonce une série de mesures destinées à améliorer la compétitivité du fret ferroviaire : l'État accorde des aides de 63 millions € pour la gratuité des péages d'accès au réseau ferroviaire français de juillet à décembre ; toutes les entreprises de fret ferroviaire opérant sur le territoire national sont concernées ; les redevances d'infrastructures représentent entre 10 et 15 % des charges ; à partir du 1er janvier 2021, l'État prendra en charge 70 % des coûts des péages facturés aux entreprises. Par ailleurs, il consacrera un financement annuel pouvant aller jusqu'à 35 millions €, sous forme d'aides au démarrage, afin de faciliter le montage de projets de nouvelles « autoroutes de fret ferroviaire ». De plus, le nombre de conducteurs chez Fret SNCF doit être réduit de 10 %.
En 2021, avec une aide annuelle de 170 millions d’euros, le gouvernement prolonge la stratégie nationale d’un doublement de la part modale du fret ferroviaire d’ici à 2030. Il ne constitue que 9 % du transport intérieur de marchandises, tandis le fret routier en assure 90 %. Cet objectif figurait aussi dans les conclusions de la convention citoyenne pour le climat.
En octobre 2021, le « train des primeurs » Perpignan-Rungis qui transporte des fruits et légumes méditerranéens de Perpignan au marché de Rungis est relancé. Il effectuera le transport cinq fois par semaine de novembre à juillet pour une capacité équivalente à 18 camions. Au delà de 2024 il est prévu de le remplacer et de mettre en place une autoroute ferroviaire de Barcelone à Anvers qui s’arrêterait à Perpignan et Rungis.
En octobre 2021, le gouvernement annonce un plan de relance à 1,35 milliard d'euros : 250 millions dans les installations terminales, 250 millions pour les aménagements du Réseau ferré national, 205 millions pour les lignes capillaires de fret, 205 millions pour diminuer les perturbations causées par les chantiers, 140 millions pour le fret portuaire, 120 millions pour la modernisation des voies de service, 85 millions pour la numérisation, 50 millions pour l'adaptation du réseau aux trains lourds et longs et 40 millions pour les installations de tri des wagons .
En 2021 la part modale du fret ferroviaire est 9 % en France, contre 18 % pour l’Union européenne qui vise à passer à 30% en 2030.
En janvier 2023, la Commission européenne ouvre une enquête sur le soutien de l’État à la filiale fret de la SNCF portant en particulier sur les avances de trésorerie effectuées par la SNCF à partir de début 2007 et jusqu’au 1er janvier 2020.

## Caractéristiques du trafic

### Typologie et part de marché
Le fret ferroviaire est principalement réalisé en France par trains massifs et secondairement par wagon isolé.
En 2005, sur le réseau ferré national, le transport ferroviaire national représentait 65,8 millions de tonnes et 23,5 milliards de tonnes-kilomètres,. Ce trafic est essentiellement assuré par la SNCF, les nouveaux entrants représentant une part de l'ordre de 10 % en 2008. La distance moyenne de transport est égale à 358 km, contre 160 par voie fluviale et 89 km par route. Exprimée en tonnes-kilomètres, la part modale du transport ferroviaire de fret s'élevait à 11,4 % contre 2,3 % pour la voie fluviale et 86,3 % pour la route. Cette part a diminué de 3,4 points entre 2001 et 2008.
|                    | 2014          | 2015           |
| ------------------ | ------------- | -------------- |
| Ensemble (Md-t/km) | 339,6         | 335            |
| Routier            | 288,5 (85 %)  | 281,7 (84,1 %) |
| Ferroviaire        | 32,22 (9,5 %) | 35,5 (10,6 %)  |

En 2017, 62 % du trafic ferroviaire est national, 15 % est de l'export, 12 % de l'import et 11 % du transit.
La France est concernée par trois corridors européens de fret : le corridor Mer du Nord-Méditerranée (ex no 2), le corridor Atlantique (ex no 4) et le corridor Méditerranée (ex no 6)[réf. incomplète].

### Déclin du fret ferroviaire
La part de marché du fret ferroviaire en France n'a cessé de s'éroder au profit du transport routier de marchandises, pour tomber à 9 % en 2019, soit cinq fois moins qu'en 1974 et environ la moitié de la moyenne européenne.
Selon l'Association française du rail (Afra) le trafic de fret ferroviaire en France a chuté de 31 % entre 2003 et 2013. Comparativement, sur la même période, le fret diminue de 6,4 % en Italie mais augmente de 15 % au Royaume-Uni et 43 % en Allemagne.
En 2020, le fret ferroviaire subit la concurrence de la route et n’assure plus que 10 % du trafic de marchandises en France. Malgré les volontés de relance, le pays se situe loin derrière l’Allemagne (18 %), l’Autriche (32 %) et la Suisse (35 %), alors que la tonne transportée émet neuf fois moins de CO2 que par le fret routier. La part du rail est de 18 % pour le transport de marchandises à l’échelle de l’Union européenne.

### Investissements nécessaires
Le manque de fiabilité des infrastructures ainsi que la priorité donnée aux trains de passagers sur les trains de fret sont parmi les causes avancées pour expliquer les difficultés du fret ferroviaire en France.
La stratégie nationale poursuit l’objectif d’un doublement de la part modale du fret ferroviaire d’ici à 2030. Cet objectif figurait dans les conclusions de la Convention citoyenne pour le climat de 2020.
En 2021, selon Jean-Pierre Farandou, PDG de la SNCF, la vétusté du réseau pénalise l'efficacité de son exploitation, « L’âge moyen du réseau français est de 33 ans, avec des rails qui ont 60 à 70 ans »,.., il faut« trouver les instruments pour arriver à financer dans la durée une rénovation en profondeur du réseau ferroviaire français. 
Pour faire la commande centralisée, qui remplacera les 2 000 aiguillages par 15 centres, il faut à peu près 6 milliards d’euros. Côté fret, il faut une dizaine de milliards pour revenir à niveau. Au total, avec une vingtaine de milliards supplémentaires sur les dix ans, on ne serait pas loin d’avoir un réseau très moderne, capacitaire, à la hauteur des enjeux de la transition écologique ».

### Longueur des trains
En raison des caractéristiques variées du réseau, la longueur des trains de fret est généralement inférieure à 750 mètres, bien que certains trains de 850 mètres puissent circuler sur la ligne Le Havre-Marseille ou sur la ligne Bettembourg-Perpignan. Le déploiement de trains de 850 m se fait de façon croissante, d'autant qu'il nécessite peu d'investissement, essentiellement des ajustements de signalisation. Le gain de productivité obtenu est de 10 à 15 %. L'étape suivante, des trains de 1 000 m, n'est pas prévue avant décembre 2021.
Un train de 1 500 m, le plus long d'Europe, circule en 2014. Cela permet de ne commander qu'un seul sillon et ainsi d'économiser les coûts.